# NGC 1598
NGC 1598 est une galaxie spirale barrée située dans la constellation du Burin. NGC 1598 a été découverte par l'astronome britannique John Herschel en 1837.

## Caractéristiques
Sa vitesse par rapport au fond diffus cosmologique est de 5 119 ± 5 km/s, ce qui correspond à une distance de Hubble de 75,5 ± 5,3 Mpc (∼246 millions d'al).
À ce jour, une douzaine de mesures non basées sur le décalage vers le rouge (redshift) donnent une distance de 52,000 ± 10,457 Mpc (∼170 millions d'al), ce qui est à l'extérieur des valeurs de la distance de Hubble. Notons cependant que c'est avec la valeur moyenne des mesures indépendantes, lorsqu'elles existent, que la base de données NASA/IPAC calcule le diamètre d'une galaxie et qu'en conséquence le diamètre de NGC 1598 pourrait être d'environ 42,5 kpc (∼139 000 al) si on utilisait la distance de Hubble pour le calculer.
La classe de luminosité de NGC 1594 est III et c'est une galaxie LINER, c'est-à-dire une galaxie dont le noyau présente un spectre d'émission caractérisé par de larges raies d'atomes faiblement ionisés.

## Groupe de la Carafe
NGC 1598 est une galaxie du groupe de la Carafe,. Ce groupe est constitué de trois galaxies qui sont à des distances semblables de la Voie lactée et qui sont dans la même région de la constellation du Burin. Ces galaxies sont PGC 15172, NGC 1595 et NGC 1598.